# Alexandre de Lur Saluces
Pour les articles homonymes, voir Lur-Saluces.
Alexandre de Lur Saluces, né le 20 mai 1934 à Vendenesse-lès-Charolles et mort le 24 juillet 2023 à Fargues, est un viticulteur français.
Gestionnaire pendant 36 ans du château d’Yquem et jusqu'à sa mort du château de Fargues (Gironde) (domaines familiaux ancestraux) dans le Sauternais et propriétaire du château d'Uza et de l'hôtellerie de plein air (camping) Lous Seurrots à Contis (Landes), Alexandre de Lur Saluces est une figure du vignoble de Bordeaux.

## Biographie

### Origines, formation et famille
Huitième enfant d'une fratrie de neuf, il est le fils d'Amédée de Lur Saluces, officier, et d'Eléonore de Chabannes la Palice, neveu de Bertrand de Lur Saluces et le petit-fils d'Eugène de Lur Saluces.
Il fut élève au collège Saint-Martin de France à Pontoise. Puis, il fit des études à la faculté de droit et à l'École des hautes études commerciales du Nord (EDHEC).
Après son service militaire (1959-1962), et différentes expériences au sein de diverses entreprises, son oncle, Bertrand, marquis de Lur Saluces, l'appela auprès de lui pour le familiariser avec son patrimoine.
Peu après la mort de ce dernier en fin d'année 1968, Alexandre de Lur Saluces reprend la gestion des différents domaines.

### Gestion du patrimoine familial viticole
Alexandre de Lur Saluces gère en parallèle le Château d'Yquem de 1968 à 2004 et le Château de Fargues dans le Sauternais. À la tête de ces deux grands domaines viticoles, il affronte une succession de mauvaises récoltes entre 1970 et 1974 et la crise commerciale dite "des vins de Bordeaux".
Attaché à l'histoire de sa famille, il est également un défenseur du vin de Sauternes, de son authenticité. Il est l'auteur d'un ouvrage paru chez Gallimard en novembre 2016, D'Yquem à Fargues, L'excellence d'un vin, L'histoire d'une famille.

### Domaines d'Uza et hôtellerie de plein air à Contis
Parallèlement à son action de viticulteur en Gironde, Alexandre de Lur Saluces est à la tête de différents groupements forestiers et d'une aspergeraie biologique. Cette aspergeraie a vu le jour après la tempête Klaus qui a détruit le massif forestier familial pluricentenaire en 2009. Elle produit 90 tonnes d'asperges par an, partiellement exportées, et assure des revenus permettant l'entretien des différents massifs forestiers.

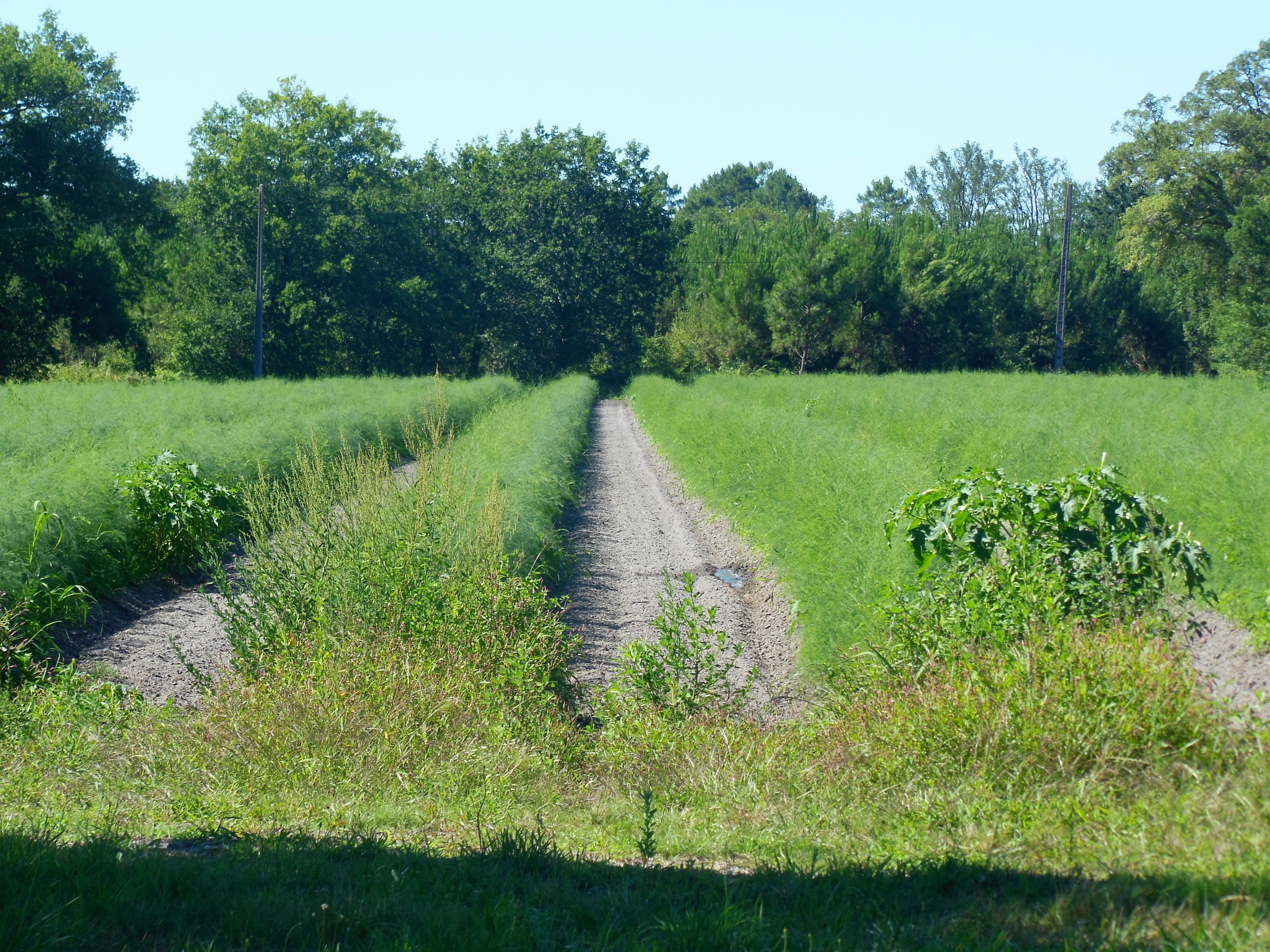
Aspergeraie biologique d'Uza, production d'asperges des Sables des Landes (IGP), domaine de Lur-Saluces

Il a dirigé la forge d'Uza qui appartenait à sa famille.
La forge-fonderie avait été créée en 1759 par Henri de Saluces et sa sœur Marie, épouse du comte de Rostaing. Malgré le côté anachronique de cette entreprise, la fonderie a été la dernière à couler le métal dans les Landes. En 1981 le travail de la forge a cessé.
Cette entreprise étant de moins en moins rentable, vers 1945, l'oncle d'Alexandre, Bertrand de Lur Saluces avait créé l'atelier des Plastiques landais. L'usine a été cédée à un repreneur avant de fermer définitivement dans les années 1990.
Alexandre de Lur Saluces est également propriétaire d'un espace d'hôtellerie de plein air (camping) sur la côte atlantique, à Contis, "Lous Seurrots". Il avait été fondé par le marquis Bertrand de Lur Saluces et développé depuis son décès.

## Carrière

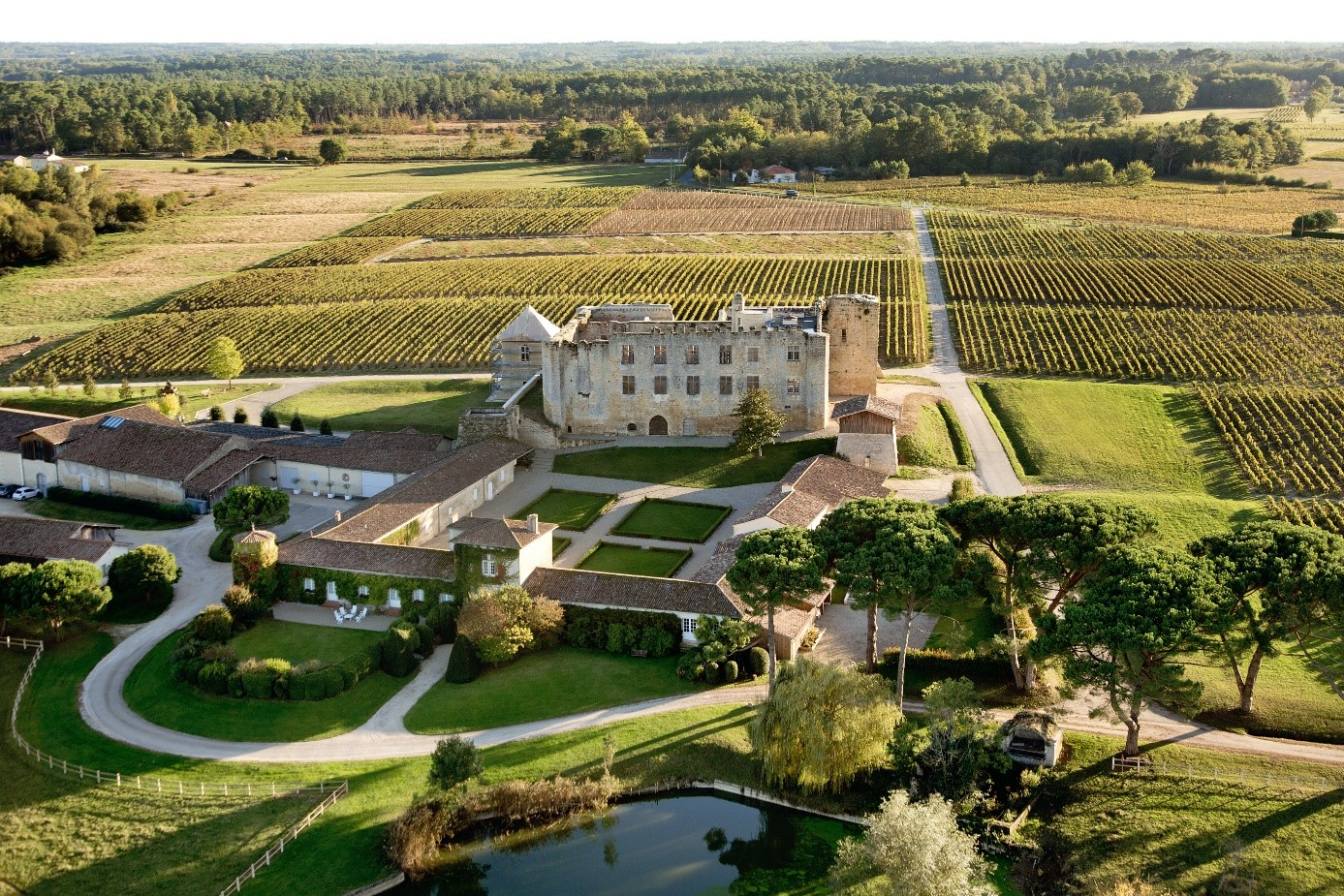
Le château de Fargues.

- Gérant, président-directeur général (1969-2004), puis président d'honneur de la SA du château d'Yquem[15]
- Gérant du château de Fargues de Langon, domaine d'Uza et de la SNC des industries d'Uza depuis 1969
- Maire (1971-1989) puis conseiller municipal de la commune de Sauternes
- Président du Syndicat intercommunal à vocation multiple du Sauternais (1977-1989)
- Administrateur (depuis 1971) puis,
- Président du Conseil d'administration (1980-1989) puis,
- Président d'honneur de la Caisse de mutualité sociale agricole de la Gironde
- Conseiller municipal d'Uza (2008-2014)
- Conseiller (1987-2005) puis Conseiller honoraire de la Banque de France
- Gérant du groupement forestier de Pancemont

## Membre
- Jockey Club
- Union Club Bordelais
- Association d'Entraide de la Noblesse Française
- Grand chancelier (1991-2004) puis académicien de l'Académie du vin de Bordeaux
- Académie du vin de France
- Académie des gastronomes

## Titres et distinctions
- Chevalier de l'ordre du Mérite agricole
- Officier de l'ordre du Mérite agricole
- Chevalier de l'ordre du Mérite de la République italienne‎

## Armoiries

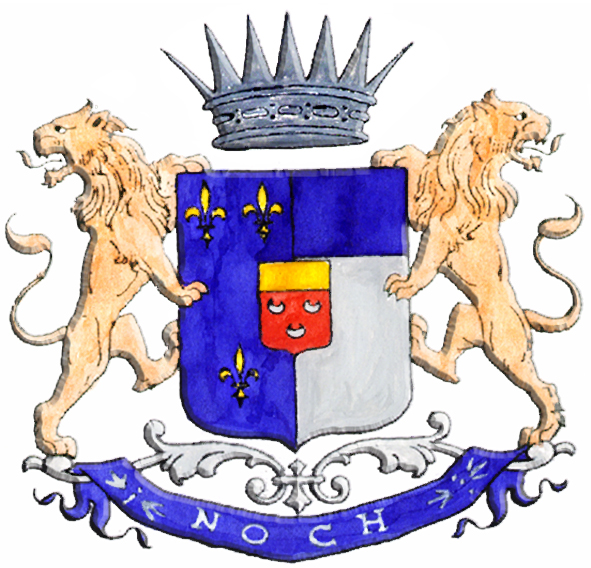

Mi parti, d’azur à trois fleurs de lys d’or qui est de France, et d’argent au chef d’azur qui est de Saluces, et sur le tout de gueules à trois croissants d’argent au chef d’or, qui est de Lur.

## Publications
- D'Yquem à Fargues : l'excellence d'un vin, l'histoire d'une famille, Gallimard, 2016 (ISBN 978-2-07-269485-1).
- La morale d'Yquem : entretiens avec Jean-Paul Kauffmann, Paris/Bordeaux, Grasset/Mollat, 1999 (ISBN 978-2-246-59141-2).
- Avec Marguerite Figeac-Monthus, De l'Italie vers la France, de la province vers Paris, de la Guyenne vers le Cantal : Faire revivre les Lur Saluces d'Yquem aux XVIIIe et XIXe siècles, in « Archives familiales et noblesse provinciale, La pierre et l'écrit », Grenoble, Presses universitaires de Grenoble, 2006, p. 197-206.